# Otlophorus carbonarius
Otlophorus carbonarius är en stekelart som först beskrevs av Johann Ludwig Christian Gravenhorst 1829.  Otlophorus carbonarius ingår i släktet Otlophorus och familjen brokparasitsteklar. Arten är reproducerande i Sverige. Inga underarter finns listade i Catalogue of Life.